# Apoclada
Apoclada là một chi thực vật có hoa trong họ Hòa thảo (Poaceae).

## Loài
Chi Apoclada gồm các loài: